# کستیل (سوپرنچرال)
کستیل (به انگلیسی: Castiel) یک شخصیت تخیلی و اصلی در سریال سوپرنچرال است که توسط میشا کالینز بازی شده‌است. اولین حضور وی در سریال، مربوط به اولین قسمت از فصل چهارم است که در آن می‌گوید که دین وینچستر را از جهنم نجات داده ‌است زیرا که خداوند فرمان داده‌است؛ که شروعی بر تم مسیحی غالب بر کل فصل دارد.

## توضیحات
کستیل در میان یک گروه از فرشتگانی است، که بر روی زمین از شکستن ۶۶ قفلی که اجازه می‌دهد لوسیفر از قفسش آزاد شود و آخرالزمان دربگیرد، جلوگیری می‌کند. با گذشت زمان، بین او و برادران وینچستر، به‌خصوص دین، همدلی‌ای شکل می‌گیرد و کستیل به دین وینچستر علاقه مند میشود.ودر پایان با اعتراف به این که به دین وینچستر علاقه مند می باشد لحظه خوشبختی واقعی خودراتجربه می کند وقتی که او متوجه می‌شود که میکائیل در واقع در نظر دارد که برای آزادکردن قفس لوسیفر تلاش کند، می‌تواند که او را بکشد. کستیل تلاش می‌کند به دین در این رابطه هشدار بدهد، ولی برای این کار مجازات می‌شود. در نهایت او وفاداری‌اش را به بهشت می‌شکند، و به سمت انسانیت می‌رود.
با آزاد شدن لوسیفر، کستیل قدرتش را از سمت بهشت از دست می‌دهد؛ و تصمیم می‌گیرد تلاش خود را برای پیدا کردن خدای غایب متمرکز کند. وقتی که او متوجه می‌شود، خدا علاقه‌ای به مداخله برای جلوگیری از آخرالزمان ندارد، ویران می‌شود. پس از این اتفاق، او تلاش برای حمایت از سم، دین و بابی برای متوقف کردن جنگ بین میکائیل و لوسیفر می‌کند. پس از قربانی شدن سم برای شکست دادن لوسیفر، کستیل تلاش می‌کند تا او را از قفس لوسیفر نجات دهد، اما در بازیابی روح سم، ناتوان می‌ماند. در سریال وی به سم و دین کمک می‌کند و به خاطر فرشته بودنش قدرت دارد تا شیاطین را با تماس به قتل برساند. اما وی در مواجه به دوستانش بسیار احساساتی است. برخلاف اکثر متون مذهبی کستیل افراد بی‌گناه را در صورت لزوم می‌کشد.

## داستان

### رسیدن به زمین
در پایان فصل سوم سوپرنچرال، دین وینچستر توسط سگ‌های جهنمی لیلیث کشته می‌شود و به جهنم می‌رود. در فصل چهار، کستیل به عنوان فرشته‌ای که دین را از جهنم برگردانده و زنده کرده، معرفی می‌شود. از آنجایی که دیدن شکل واقعی کستیل باعث کوری انسان‌ها می‌شود، او بدن یک میزبان را می‌گیرد (جیمز جیمی نواک که مردی مذهبی است) تا بتواند با دین ارتباط برقرار کند و بگوید که او اینکار را کرده چون خداوند با دین کار دارد. لیلیث در حال شکستن ۶۶ قفل است تا لوسیفر را آزاد کند و دین باید جلوی او را بگیرد.
کستیل در طول فصل بارها ظاهر می‌شود. یک بار دین را در زمان به عقب می‌برد و باری دیگر به او و سم مسئولیت می‌دهد تا نگذارند جادوگران قفل دیگری را بشکنند. کستیل با فرشته دیگری به نام یوریل برمیگردد و بدنبال آنا میلتون –فرشته‌ای سقوط کرده که می‌تواند حرف‌های فرشتگان را بشنود- هستند تا او را بکشند. در قسمت‌های بعد، آنا از یک طلسم باستانی استفاده می‌کند تا فرشتگان را دور کند، اگر چه دوباره به دنبالش می‌آیند. یک بار هم کستیل از اینکه مجبور به کشتن آنا هست، اظهار تاسف می‌کند. قبل از ادامه این مسئولیت، با شیطانی به نام السترو دو نوکرش روبرو می‌شوند. مبارزه آغاز می‌شود و تقریباً کستیل از الستر شکست می‌خورد. اما دین او را نجات می‌دهد و وقتی آنا دوباره قدرت‌هایش را بدست می‌آورد، هر دو نجات می‌یابند. اگرچه یوریل بشدت از دین نامید می‌شود، کستیل او را آرام کرده و با هم می‌روند. کستیل بعدها به یوریل مشکوک می‌شود و با او روبرو می‌شود. یوریل می‌گوید او و تعدادی از فرشتگان در حال آزاد کردن لوسیفر هستند. زیرا هیچ وقت چیزی از خدا نشنیده‌اند و نسبت به طرفداری خدا از انسان‌ها حسادت می‌کند. از کستیل می‌خواهد به آن‌ها بپیوندد ولی قبول نمی‌کند و به یوریل حمله می‌کند. اما سرانجام یوریل به کستیل غالب می‌شود ولی قبل از ضربه نهایی توسط آنا کشته می‌شود. در این حین، تأثیر آنا و اخلاقیات مشکوک بهشت باعث می‌شود به برنامه‌های بهشت مشکوک شود. بعدها دوباره برمی گردد تا دربارهٔ نقش چاک به عنوان پیامبر توضیحاتی دهد. او به دین اطلاع می‌دهد که چون پیامبران بسیار مهمند نمی‌تواند دخالتی کند؛ ولی اگر پیامبری در مشکل بیفتد، فرشته مقرب وارد عمل می‌شود تا از پیامبر محافظت کند.

### جیمی نواک
کستیل وارد خواب دین می‌شود و قرار ملاقاتی می‌گذارد تا چیز مهمی به او بگوید. وقتی سم و دین به ملاقات می‌روند، بجایش جیمی، پوسته کستیل، را پیدا می‌کنند که می‌گوید چیز کمی دربارهٔ دوران پوشته بودنش بیاد می‌آورد. آنا حدس می‌زند که کستیل مافوق‌هایش را عصبانی کرده و آن‌ها او را به بهشت برگردانده‌اند. در پایان قسمت، جیمی درحالیکه در حال محافظت از خانواده اش در برابر شیاطین است، تیر می‌خورد. کستیل برمیگردد و دختر جیمی را به عنوان پوسته جدیدیش می‌گیرد. بعد از اینکه شیاطین کشته می‌شوند، جیمی در حال مرگ به کستیل التماس می‌کند تا دوباره او را به عنوان پوسته بگیرد. تا دخترش مجبور به انجام کارهای او نشود. فرشته هم موافقت می‌کند. بعداً دین دربارهٔ آنچه می‌خواست بگوید می‌پرسد، ولی کستیل به سردی جواب می‌دهد که او به بهشت وفادار است نه به انسان‌ها و نه به دین.

### خدمت به بهشت
کستیل، دین را مجبور می‌کند سوگند وفاداری به خدا و فرشتگان بخورد. دین هم می‌پذیرد تا در اثر این سوگند سم در امان بماند. بعداً کستیل سم را که در حال ترک اعتیادش به خون شیاطین است، از اتاق اضطراری خانه بابی آزاد می‌کند. وقتی آنا با او روبرو می‌شود، بقیه فرشته‌ها ظاهر شده و آنا را دستگیر می‌کنند. وقتی سم روی لیلیث تمرکز دارد، کستیل و زکریا، دین را زندانی می‌کنند تا وقتی که نوبت اجرای نقشش در توقف آخرالزمان شود. اما دین قبول نمی‌کند و مدام خواهان دیدن سم است. وقتی دین متوجه می‌شود که فرشتگان خواهان شروع آخرالزمان هستند، از کستیل خواهش می‌کند کمکش کند ت نگذارد آخرین قفل شکسته شود. کستیل اول امتناع می‌کند ولی به زودی برای کمک برمی گردد. دین را پیش چاک (پیامبر) می‌برد تا دربارهٔ سم اطلاعات بگیرد. سپس دین را پیش سم می‌فرستد و خودش می‌ماند تا جلوی فرشتگان مقرب و هر کس دیگری را بگیرد. نهایتاً کشته می‌شود و بدن میزبانش تکه‌تکه می‌شود.

### سقوط به زمین
در هر حال، کستیل دوباره برمی گردد (هنوز در بدن جیمی نواک) و دو فرشته را برای نجات سم و دین می‌کشد. دربارهٔ چگونه زنده شدنش مطمئن نیست ولی با اشاره زکریا شاید کار خدا بوده. بعد از اینکه زکریا را دور می‌کند، روی دنده‌های سم و دین طلسمی حک می‌کند تا آن‌ها را از همه فرشتگان از جمله لوسیفر مخفی کند. بعدها دوباره ظاهر می‌شود و می‌گوید قصد یافتن خدا را دارد. گردنبند دین را قرض می‌گیرد (زیرا در محضر خدا ساخته شده) و می‌رود. هم چنین بخاطر شورش و تمرد کاملاً از بهشت رانده می‌شود و بعضی قدرت‌هایش را از دست می‌دهد؛ مثل شفای مجروحان. در زمین می‌ماند و برای خدا شکار می‌کند.
بعدها به برادرها کمک می‌کند تا دوباره کلت را بدست آوردند و در شکار لوسیفر به آن‌ها می‌پیوندد. به زودی توسط لوسیفر زندانی می‌شود. لوسیفر او را وسوسه می‌کند تا با هم باشند زیرا هر دو علیه بهشت هستند ولی کستیل نمی‌پذیرد.

### از دست دادن قدرت
کستیل به سم کمک می‌کند تا دین را از اینکه پوستهٔ میکاییل شود منصرف کنند. بعد از شنیدن نجوای فرشته‌ها کستیل آدام برادر ناتنی سم و دین را می‌یابد که قبلاً توسط غول‌ها کشته شده بود. وقتی دین فرار می‌کند تا با فرشته‌ها تماس بگیرد کستیل با عصبانیت به او حمله کرده و تا حد بی هوشی او را کتک می‌زند زیرا او باعث شده بود کستیل به بهشت پشت کند. بعد او طلسم ضدفرشته روی سینه اش ایجاد کرده و فرشته‌ها را از راه سم و دین کنار می‌زند. این عمل باعث شده او به یک قایق ماهیگیری منتقل شده و کاملاً انسان شود. با این وجود او یک سوار آخرزمان را با باقی‌مانده قدرت خود شکست می‌دهد و به بابی و سم برای جلوگیری از شیوع ویروس کروتون کمک می‌کند. در آخر فصل بعد از شکست سم در مهار لوسیفر کستیل ایمانش را از دست می‌دهد و به دین پیشنهاد می‌کند مست کنند و منتظر آخر ماجرا بنشینند. وقتی دین قبول نمی‌کند کستیل و بابی هم به دنبال او می‌روند. کستیل کوکتل مولوتوفی حاوی روغن مقدس به سمت میکاییل پرتاب می‌کند تا برای دین وقت بخرد تا با سم (که لوسیفر درون بدنش است) صحبت کند. لوسیفر عصبانی می‌شود و با حرکت انگشت کستیل را منفجر می‌کند. بعد از این که ماجرای آخرالزمان تمام می‌شود کستیل با قدرت بیشتر توسط خدا احیا می‌شود. دین را شفا می‌دهد و بابی را نجات می‌دهد. سپس به بهشت برمی گردد تا رهبر جدید آن شود تا آشوبی را که به دلیل زندانی کردن میکاییل در قفس لوسیفر توسط سم ایجاد شده را خاموش سازد

### بعد از آخرالزمان
یک سال بعد از آخرالزمان کستیل از سم و دین برای یافتن عصای موسی کمک می‌خواهد که به همراه بسیاری از اسلحه‌های دیگر از بهشت دزدیده شده‌است. در نهایت مشخص می‌شود فرشته‌ای به نام بالتزار آن را دزدیده و تکه‌ای از آن را به ازای روح مردم به آن‌ها فروخته است. سپس رافائل برای انتقام از کستیل می‌آید ولی بالتزار پوسته او را نابود می‌کند و او را به بهشت برمیگرداند. کستیل بعد از لغو معامله‌های بالتزار او را آزاد می‌کند. در ادامه مشخص می‌شود سم بعد از برگشتن از قفس لوسیفر حالت عادی ندارد و نمی‌تواند بخوابد و به شکارچی بهتری تبدیل شده‌است. پس تصمیم می‌گیرد روح سم را ببیند ولی متوجه می‌شود سم روحی ندارد و روحش در قفس پیش لوسیفر جا مانده‌است.
سم و دین با کمک شیطانی به نام مگ جای کراولی را می‌یابند. کستیل بقایای کراولی را می‌سوزاند و او را نابود می‌کند.
برای کشتن ایو مادر هیولاها به خاکستر ققنوس نیاز بود پس کستیل دین و سم را به گذشته برمی گرداند. یکی از فرشته‌ها که از دوستان کستیل بود متوجه می‌شود که او برای شکست رافائل قصد دزدیدن روح‌های برزخ را دارد پس تلاش می‌کند کستیل را بکشد و او را زخمی می‌کند ولی کستیل او را می‌کشد و با کمک انرژی که از روح بابی گرفته سم و دین را از گذشته برمیگرداند.
بعد از کشتن ایو مشخص می‌شود کراولی زنده است و با کستیل همدست بوده. کراولی لیزا و بن (دوست دختر دین و پسرش) را می‌دزدد و با رافائل همدست می‌شود.

### خدایی
کستیل به کراولی و رافائل حقه می‌زند و شخصاً دروازه‌های برزخ را باز می‌کند و روح‌ها را می‌بلعد. کراولی فرار می‌کند و رافائل توسط کستیل منفجر می‌شود. دین و بابی تلاش می‌کنند کستیل را خونسرد کنند تا روح‌های شیطانی را از وجودش بیرون بکشند ولی کستیل که از قدرتش دچار وسوسه شده اعلام می‌کند او هیچ دوستی ندارد. سم با چاقوی فرشته مقرب به کستیل حمله می‌کند ولی کستیل می‌گوید این چاقو اثری روی او ندارد زیرا او دیگر فرشته نیست. پس کستیل خود را خدای جدید جهان می‌خواند و به آن‌ها می‌گوید که به او تعظیم کنند و گرنه نابود می‌شوند. کستیل از کشتن دین و سم و بابی صرف نظر می‌کند و به میان مردم می‌رود و کشتار راه می‌اندازد و در بهشت حمام خون به پا می‌کند. از طرفی به دلیل وجود روح‌های شیطانی پوسته اش در حال نابود شدن است. در آخر کستیل متوجه اشتباهش می‌شود و با کمک وینچسترها روح‌های شیطانی را از بدنش بیرون می‌راند ولی روح لوایتان‌ها او را رها نمی‌کنند و کنترلش را به دست می‌گیرند. سپس او را به سمت رودخانه برده و ریز ریز می‌کنند. تنها کت بارانی کستیل به جا می‌ماند. دین که شدیداً ناراحت شده کت را به عنوان یادگاری بر می‌دارد.

### دیوانگی
بعداً مشخص می‌شود کستیل زنده است. بعد از اینکه لوایتان‌ها از بدنش خارج شدند برهنه از رودخانه خارج شده و همسری به نام دافنه دارد؛ و حافظه اش را از دست داده ولی قدرت‌های فرشته‌ای در او باقی‌مانده و او با آن‌ها مردم را درمان می‌کند. دین از ترس عکس‌العمل او به او چیزی دربارهٔ گذشته اش نمی‌گوید و از او تقاضای شفای سم را می‌کند. کستیل بعداً توسط مگ شیطان از گذشته اش آگاه شده و تلاش می‌کند سم را درمان کند. سم به دلیل خاطراتی که از جهنم برایش مانده لوسیفر تخیلی را می‌بیند. وقتی کستیل از درمان او عاجز می‌شود خاطرات و توهماتش را به خودش منتقل می‌کند تا جبران اشتباهش را کرده باشد. لوسیفر در خیال کستیل ظاهر شده و برادرها او را در بیمارستان رها می‌کنند تا از دشمنانش در امان باشد و مگ را برای محافظت از او می‌گمارند. با مبعوث شدن پیامبر جدید کستیل به وسیلهٔ لوح فرشتگان بیدار می‌شود ولی در دیوانگی به سر می‌برد و تقریباً ناکارآمد است. با این وجود به دین در کشتن دیک رومن لوایتان کمک می‌کند ولی به همراه روح دیک رومن به برزخ (محل هیولاها) منتقل می‌شوند. آنجا کستیل دین را تنها می‌گذارد.

### بازگشت از برزخ
کستیل و دین در برزخ با خون آشامی به نام بنی روبرو می‌شوند و با او متحد می‌شوند. بنی به دین قول می‌دهد او را به گذرگاهی انسانی برساند تا از برزخ خارج شود به شرط اینکه بنی نیز از طریق دین خارج شود. وقتی به گذرگاه می‌رسند کستیل که هنوز بابت گناهانش در زمین احساس گناه می‌کند دین را ول می‌کند و در برزخ باقی می‌ماند. بعد از مدتی کستیل توسط فرشته‌ای به نام نائومی از برزخ نجات می یابد. نائومی کنترل ذهن کستیل را در دست گرفته و دستورهای خودش را به او می‌دهد و او را وادار به اطاعت می‌کند . با اینحال وقتی نائومی دستور کشتن دین وینچستر را به او می‌دهد کستیل به دلیل دوستی بین آن‌ها از اینکار باز می‌ماند و از چنگ طلسم نائومی رها می‌شود. کستیل بعداً با کاتب بهشت (متاترون) متحد می‌شود تا با طلسمی درهای بهشت را ببندند ولی متاترون به او کلک زده و فاش می‌کند طلسم در اصل برای بیرون کردن تمامی فرشتگان از بهشت بوده‌است. به عنوان آخرین عنصر لازم برای طلسم ...متاترون هالهٔ کستیل را می‌گیرد و کستیل تبدیل به انسان می‌شود. سپس به زمین فرستاده می‌شود. در همان حال فرشتگان به زمین سقوط می‌کنند .

### کستیل انسان
کستیل با انسان بودن آشنا می‌شود. غریزه‌های از جمله خوردن و آشامیدن و قضای حاجت و میل جنسی برای او نامانوس است . کستیل که قدرت خود را از دست داده توسط فرشته‌ای دیگر کشته می‌شود ولی دین وینچستر و سم وینچستر (که توسط فرشته‌ای دیگر تسخیر شده) می‌رسند. آن فرشته که ایزیکیل نام دارد کستیل را احیا می‌کند. ایزیکیل که هویت خود را مخفی می‌کند و می‌ترسد توسط کستیل شناسایی شود به بهانه خطرات کستیل برای امنیت وینچسترها دین را وادار به بیرون کردن کستیل می‌کند. کستیل توسط فرشته‌ها اسیر می‌شود و طی مبارزه‌ای موفق به دزدیدن هالهٔ فرشته‌ای دیگر می‌شود و دوباره فرشته می‌شود. فرشته‌های دیگر که خواهان برگشتن به بهشت هستند از او تقاضای رهبری را می‌کنند و او قبول می‌کند ولی متاترون با حیله‌ای همهٔ فرشتگان را علیه کستیل متحد کرده و فرشتگان او را ترک می‌کنند. سرانجام پس از رخدادهایی مقرر می‌شود که کستیل و گادریل (ایزیکیل که هویت واقعی او فاش شد )به بهشت نفوذ کنند و لوح فرشتگان (منبع قدرت متاترون) را نابود کنند. دین وینچستر با قدرتی که از خنجر نسختین گرفته و سرخوش از کشتن ابادون (شوالیه جهنم) به مصاف متاترون می‌رود و به راحتی توسط متاترون شکست خورده و کشته می‌شود. متاترون به بهشت برمیگردد و لوح را شکسته می‌بیند. سرانجام کستیل موفق به فاش کردن چهره حقیقی متاترون برای فرشتگان دیگر شده و او به زندان می افتد.

### رو به مرگ
کستیل که هاله اصلی اش را از دست داده با هالهٔ قرضی اش مشکل دارد و دچار بیماری شده‌است . هانا (فرشته مونث و نزدیکترین دوست کستیل در فرشتگان) نزد او می‌آید و از او برای بازگردادندن چند فرشته باقی‌مانده در زمین تقاضای کمک می‌کند. کستیل می پذیرد. از آن طرف دین وینچستر بعد از مرگ به‌دلیل نشان قابیل کشته نشده بلکه تبدیل به شیطان شده‌است. سم وینچستر از کستیل کمک می‌خواهد. کستیل ابتدا به سوی دنیل و آدینه دو فرشتهٔ فراری می‌رود که می خواهند آزاد باشند و در این راه از کشتن فرشتگان دیگر نیز مضایغه نکرده‌اند. آن‌ها در گیر می‌شوند و طی این درگیری دنیل کشته می‌شود و آدینه می‌گریزد.
وقتی کستیل و هانا به سوی پناهگاه وینچسترها در حرکت هستند توسط آدینه غافلگیر می‌شوند. آدینه هانا را غافلگیر کرده و شکست می‌دهد. کستیل به دلیل ضعف هاله اش قادر به مبارزه نیست و توسط آدینه زخمی می‌شود. درست در لحظه‌ای که به نظر می‌رسد آدینه هردوی آن‌ها را خواهد کشت کراولی (پادشاه جهنم) سر می‌رسد و هاله آدینه را می‌گیرد و وی را می‌کشد و هاله را به کستیل می‌دهد. وی دلیل اینکار را نیاز وی به کمک به دین وینچستر برای انسان شدن اعلام می‌کند زیرا شیطان بودن وی برایش سودی نداشته‌است. کستیل به هاله قرضی جدید اندکی بهتر می‌شود و به پناهگاه می‌رود و دین را که در حال فرار است دستگیر می‌کند و با کمک سم دین را شفا می‌دهند و دین دوباره انسان می‌شود.

### بازجویی متاترون
سم و دین در از بین بردن نشان قابیل عاجز مانده‌اند . کستیل متاترون رو از بهشت به پناهگاه می‌آورد زیرا وی منشی خدا بود و لوح‌ها را حفظ است. دین عنان اختیار از کف می‌دهدو قصد کشتن متاترون را دارد که کستیل سر می‌رسد و وی را به بهشت برمی گرداند.

### ماجرای قابیل
قابیل که عطش خون ریختنش بازگشته است به کشتار بی گناهان دست می زند. سم و دین و کستیل رد وی را می زنند . کراولی خنجر نخستین را به دین می‌دهد که در صورت لزوم قابیل را بکشد. کستیل تلاش می‌کند جلوی قابیل را بگیرد ولی قدرتش روی وی اثر ندارد . در نهایت دین قابیل را می‌کشد.

### فرار متاترون
بعد از کشتن قابیل و ناامید شدن از درمان نشان سم و کستیل تصمیم می‌گیرند بدون اطلاع دین به سراغ متاترون بروند و از وی بازجویی کنند.هانا به دلیل برخورد بد کستیل و وینچسترها با متاترون اجازه اینکار را نمی‌دهد . پس سم و کستیل با کمک روح بابی که در بهشت است دروازه بهشت را باز می‌کنند و کستیل وارد می‌شود و متاترون را بیرون می‌آورد. متاترون ادعا می‌کند چون هاله کستیل پیش وی است پس قدرت در دست اوست . کستیل با چاقو گلوی وی را می‌برد و هالهٔ وی را بیرون می‌کشد و متاترون تبدیل به انسان می‌شود. سم به راحتی با استفاده از گلوله تفنگ وی تحت فشار قرار می‌دهد. متاترون قسم می خورد درمان نشان را نمی‌داند ولی به کستیل پیشنهاد می‌کند هاله وی را به او پس بدهد. کستیل قبول می‌کند و با وی به کتابخانه‌ای می‌رود. در بین کتاب‌ها متاترون جادویی خونی را اجرا می‌کند که حال کستیل را بد می‌کند. متاترون آشکار می‌سازد که هدف وی در اصل برداشتن لوح شیطان از کتابخانه بوده‌است. در این بیرون کستیل هاله اصلی اش را از کتاب‌ها بیرون می‌کشد و می‌بلعد. با اینحال متاترون فرار می‌کند.

### رهایی تاریکی
دین وینچستر به دلیل اثرات شدید نشان قابیل روی روانش بسیار بی رحم شده‌است و دشمنان را بدون هیچ رحمی می‌کشد. کستیل که از عاقبت وی بیمناک است تلاش می‌کند به وی اخطار دهد که با همه قوا جلوی او خواهد ایستاد زیرا نمی‌خواهد تبدیل شدنش به موجودی بی رحم را نظاره گر باشد. دین که با قدرت نشان قابیل بسیار قوی شده‌است کستیل (که هاله اش صدمه دیده است) را به راحتی شکست داده ولی از کشتن وی صرف نظر می‌کند. کستیل و سم تلاش می‌کنند روونا (ساحره‌ای خطرناک و مادر کراولی پادشاه جهنم) را وادار به خواندن طلسمی‌کنند تا نشان را از بین ببرد. روونا بعد از خواندن طلسم جادویی روی کستیل اجرا می‌کند و باعث دیوانگی او و حمله اش به کراولی می‌شود. از طرفی مشخص می‌شود که نشان قابیل قفل و کلیدی بوده که خدا به وسیلهٔ آن خواهرش "تاریکی" را محبوس کرده و با از بین رفتن نشان تاریکی آزاد می‌شود.

### تسخیر توسط لوسیفر
کستیل مدتی بی هدف پرسه می زند تا اینکه سم و دین روونا را مجبور می‌کنند تا طلسم را از روی کستیل بردارد. کستیل مدتی استراحت می‌کند و کم کم بهتر می‌شود. سم تصمیم می‌گیرد برای شکست دادن تاریکی به جهنم رفته و با لوسیفر ملاقات کند تا راز شکست تاریکی را جویا شود ولی به دلیل نیرنگ روونا سم درون قفس دیگری به همراه لوسیفر زندانی می‌شود. لوسیفر تلاش می‌کند با شکنجه سم وی را وادار به "بله گفتن" کند تا بتواند وی را تسخیر کند (فرشتگان بدون اجازه انسان‌ها نمی‌توانند آن‌ها را تسخیر کنند) . کستیل و دین برای نجات وی رهسپار می‌شوند. درگیری در قفس شکل می‌گیرد. کستیل حس می‌کند لوسیفر قدرت شکست دادن تاریکی را دارد پس جواب بله را می‌گوید و لوسیفر وی را تسخیر می‌کند و بعد از آن لوسیفر تلاش می‌کند تا با پیدا کردن دست‌های خدا جلوی تاریکی را بگیرد ولی متوجه می‌شود که دست‌های خدا روی تاریکی تأثیر کافی ندارد و در نبرد نهایی بین تاریکی و خدا، تاریکی لوسیفر را از درون کستیل بیرون می‌کند .

### جستجو برای لوسیفر
کستیل قادر است به موقع خودش را جمع کند تا به پناهگاه برگردد و به دین و مری وینچستر زنده شده در یافتن و نجات سم کمک کند. با این حال ، با اطلاع از اینکه لوسیفر از سرنگونی فرار کرده است ، ، اکنون از میزبان هایی که به دلیل ضعیف شدن وضعیت او به سرعت می سوختند به میزبانی دیگر جابجا می شد و نگهداری آنها را برای او دشوارتر می کند ، کستیل برای پیدا کردن لوسیفر ، همراه کراولی ، اگرچه اولین تلاش آنها به راحتی می بیند که روونا میزبان جدید لوسیفر را به انتهای اقیانوس خارج می کند بدون اینکه موفق شود او را بکشد. سرانجام لوسیفر رئیس جمهور ایالات متحده را به عنوان کشتی خود در می آورد و با یکی از کارمندان رئیس جمهور کودکی را باردار می شود اما به لطف وینچسترها و کراولی از این کشتی بیرون می شود. بعد از کمک به وینچستر ها تا مرگشون رو جعل کنند برای فرار از سرویس مخفی ، کستیل تلاش می کند تا فرزند لوسیفر را پیدا کند ، اما متقاعد شده است توسط مادرش ، کلی ، که کودک متولد نشده خوب خواهد بود و مثل پدرش ، لوسفیر ، نمی شود. هنگامی که لوسیفر بازگشت - كراولی تبعید لوسیفر را منكر كرد ، در حقیقت او تلاش كرد لوسیفر را در میزبان قدیمی خود به دام بیندازد و او را كنترل كند - وینچسترها می توانند لوسیفر را در یك جهان متناوب به دام بیندازند ، جایی كه آخرالزمان اتفاق افتاد زیرا دین و سام هرگز به دنیا نیامده اند ، اما لوسیفر کراولی و کستیل را می کشد و مری را با خود به دنیای دیگر می برد.

### دوباره متولد شد
اگرچه کستیل مرده است ، اما جک ، پسر لوسیفر ، که کاستیل را به عنوان سرپرست خود می داند ، قادر است کستیل را در پ.چی ، جایی که فرشتگان و شیاطین هنگام مرگ می روند ، از خواب بیدار کند. نهاد کیهانی که بر این قلمرو حکومت می کند ، از بیدار بودن کستیل ناراحت شده و سعی می کند از خاطرات و ناامنی های خودش علیه او استفاده کند تا او را برای همیشه به خواب ببرد. با این حال ، کستیل معتقد است که "در حال حاضر نجات یافته" و به خواب نخواهد رفت ، در حالی که خواستار آزادی است. سرپیچی او باعث می شود موجودیت کیهانی او را زنده کند و به زمین بازگرداند ، جایی که از زنده بودن دوباره بسیار خوشحال است. او بعداً با Winchesters متحد می شود و با جک ملاقات می کند. با این حال ، پس از بازگشت لوسیفر به این جهان ، او همراه با لوسیفر توسط آسمودئوس اسیر می شود تا به آنها درباره مایکل جهان موازی ، که می خواهد بر این جهان نیز حکومت کند ، هشدار دهد. کستیل و لوسیفر برای فرار با هم همکاری می کنند ، اما اندکی بعد لوسیفر به کستیل حمله می کند. کستیل او را با چاقو می زند ، اما لوسیفر فرار می کند. کستیل و وینچسترها با هم همکاری می کنند تا لوسیفر را پیدا کنند ، در حالی که با پیامبر دوناتلو در یک طلسم کار می کنند تا مری و جک را از دنیای آخرالزمان آزاد کنند. دوناتلو ، بدون روحش که توسط آمارا گرفته شد ، هیچ مانعی طبیعی در برابر تأثیر فساد آور لوح ها ندارد. او سعی می کند به دین و کستیل بگوید هنگامی که باید جنگجویان باستانی گوگ و مأجوج را احضار و بکشند و قلب آنها را به عنوان مواد تشکیل دهنده طلسم بازیابی کنند ، کشته می شوند. کاستیل ، فهمید که هیچ راهی ایم برای بدست آوردن مواد واقعی برای طلسم وجود ندارد ، طلسم را با زور از ذهن دوناتلو خارج می کند ، و او را از مرگ مغزی و زندگی نجات می دهد. سم و دین از عملکرد کستیل ناراحت نیستند ، اما او به آن ها می گوید که راهی دیگر وجود ندارد.
در حالی که وینچستر ها به دنبال سایر مواد هستند ، کستیل به دنبال میوه درخت زندگی در سوریه است. کستیل پس از یافتن درخت ، با قبیله دجن که از درخت محافظت می کرد جنگید و بیشترشان را کشت و با بازماندگان چانه زنی کرد و احتمالاً کستیل با ملکه خود ازدواج کرد. کستیل سپس به بانکر در Scoobynatural برمی گردد ، جایی که او به اپیزود "اسکوبی دو ، کجا هستی" ، مکیده می شود! پیروی از وینچسترها.
کستیل پس از جعل مرگ خود و اسیر شدن توسط آسمودئوس ، که سالها او را شکنجه می کرد و هاله قدرتش را می گرفت ، سعی در کمک به سم در بهبود گبریل آسیب دیده ، که در واقع زنده است ، دارد. سپس آسمودئوس گبریل را ردیابی می کند و او و زیر دستان شیطانش وارد بانکر می شوند و در آنجا به گروه حمله می کنند. سپس گبریل اعتماد به نفس خود را بدست آورد و آسمودئوس را سوزاند. سم و کستیل از اوضاع با دنیای آخرالزمان به گبریل می گویند و از او کمک می خواهند ، اما او حاضر نمی شود کمک کند و می رود. کستیل سپس به آسمان می رود تا از گبریل و اوضاع جهانی مایکل آخرالزمان کمک بخواهد ، جایی که از ملاقات نائومی زنده متعجب می شود. نائومی در واقع از حمله متاترون به او جان سالم به در برد و سالهای آخر را در دوره نقاهت سپری کرد. او سپس به کستیل می گوید که با توجه به این واقعیت که پس از جنگ ها و پاکسازی های مختلف سالهای اخیر ، فقط دوازده فرشته زنده مانده اند ، بهشت در معرض خطر تجزیه قرار دارد و میلیاردها روح ساکن در آنجا به زمین فرستاده می شوند و باعث نابودی و هرج و مرج ناگفته می شود. او و فرشتگان زنده مانده باید در بهشت بمانند تا آن را ادامه دهند ، اگرچه اخبار او در مورد زنده ماندن یک فرشته مقرب ، گبریل ، آنها را امیدوار می کند زیرا قدرت او می تواند به دوام بهشت کمک کند. کاستیل که از این خبر و زنده بودن نائومی آشفته شده بود ، بهشت را ترک می کند.
وینچستر ها و کستیل که اکنون با روونا و گبریل کار می کنند ، پس از ناکافی بودن اثبات گبریل ، لوسیفر را اسیر می کنند تا از هاله او برای طلسم استفاده کند. سپس رووینا می تواند شکافی در دنیای آخرالزمان ایجاد کند و کستیل با دین ، سم و گبریل برای یافتن مری و جک به جستجو بپردازند. کستیل از اوضاع بهشت به گبریل خبر می دهد ، اما گبریل تمایلی ندارد که پس از رها کردن بهشت به او کمک کند. سم هنگام سفر به اردوگاه مری و جک توسط خون آشام ها کشته می شود. سپس گروه به اردوگاه می رسند و آنها جک و مری را از مرگ سام مطلع می کنند. جک با عصبانیت از کستیل و گبریل می پرسد که چرا سام را زنده نکردند ، اما آنها به او اطلاع می دهند که هیچکدام از آنها قدرت کافی ندارند. سپس لوسیفر با سم زنده شده وارد اردوگاه می شود و از وی به عنوان اثبات حسن نیت خود برای شناختن پسرش استفاده می کند. کستیل به حرف او اعتماد نمی کند و به او دستبند می زند ، که لوسیفر مقاومت نمی کند.
آرتور کچ و نسخه جهانی جایگزین چارلی بردبری توسط فرشتگان اسیر می شوند. نسخه جایگزین کستیل ، که هرگز وینچستر ها را نمی شناخت و بنابراین هرگز از بهشت جدا نشد ، به عنوان "متخصص" برای بازجویی و شکنجه آنها فراخوانده می شود. در حالی که او هنوز از جیمی نواک به عنوان استفاده می کند ، این نسخه از کستیل با لهجه صحبت می کند ، و دارای تیک صورت واضح و آسیب دیدگی چشم است. در همین حال ، وینچسترها ، جک و کستیل از دستگیری متحدان خود مطلع شده و برای آزادی آنها تلاش می کنند. دو نسخه کستیل با یکدیگر روبرو می شوند. کستیل جانشین در مورد اتحاد کستیل دیگر با انسان تعجب می کند و به او می گوید که آنها مثل هم هستند. کاستیل موافقت می کند ، و او را می کشد. کستیل سپس با جک و وینچسترها همکاری می کند تا متحدان جهان متناوب خود را از طریق شکاف و بازگشت به جهان اصلی خود تخلیه کند. گبریل در حین تخلیه در حال جنگ با مایکل کشته می شود ، و لوسیفر با هدف سم را هدف قرار می دهد. در هنگام برگزاری جشن در بانکر ، وینچسترها به کستیل اطلاع دادند که گبریل با مرگ نجیب درگذشت و به همه آنها کمک کرد تا فرار کنند.
مایکل از دنیای آخرالزمان به پناهگاه می رسد و به وینچستر ها و کستیل حمله می کند. سم از جک درخواست کمک می کند ، که به سرعت با لوسیفر به پناهگاه می رسد و مایکل را شکست می دهد. جک ، پس از فهمیدن اینکه لوسیفر مگی را به قتل رساند ، او را رد می کند ، که باعث می شود لوسیفر اعتراف کند که فقط به قدرت جک احتیاج دارد و باعث می شود هاله جک را بدزدد و با او و سم ناپدید شود. کستیل و دین از اوضاع به مایکل می گویند ، که مایل است به آنها کمک کند تا لوسیفر را شکست دهند ، اما به دلیل آسیب رسیدن به میزبان او نمی توانند با او مبارزه کنند. به اعتراضات کستیل ، دین به مایکل می گوید که او میزبان واقعی او است و او میزبان مایکل خواهد بود و اگر دین کنترل خود را حفظ کند می توانند با هم لوسیفر را شکست دهند. سپس دین با لوسیفر می جنگد و او را می کشد ، اما مایکل به معامله خیانت می کند و کنترل را به دست می گیرد. مری و بابی به پناهگاه برمی گردند کستیل را تهنا و ناامید می بینند.

### جنگ علیه مایکل
در حالی که دین اکنون به عنوان میزبان مایکل گیر افتاده است ، کستیل به سم و جک در مبارزات علیه نیروهای مایکل کمک می کند ، در حالی که همچنین سعی می کند به نیک در کنار آمدن با زمان حضور خود به عنوان میزبان لوسیفر کمک کند. مایکل سرانجام ظاهراً از دین بیرون می شود ، اما بعداً جک به دلیل میراث فرشته ای اش که با طبیعت انسانی خود در حال جنگ بود اکنون که هاله خود را از دست داده بود ، می میرد. کستیل به پوچی می گوید که حاضر است زندگی خود را در ازای بازگشت جک معمله کند ، اما پوچی تصمیم می گیرد بلافاصله او را نگیرد. بعداً مایکل دین را مجدداً به عنوان میزبان می گیرد ، اما بعد از اینکه کستیل و دیگران وارد ذهن دین می شوند تا او را از اوضاع آگاه کنند ، دین می تواند مایکل را در ناخودآگاه خودش به دام بیندازد در حالی که او قصد دارد خودش را به دام بیندازد تا مایکل برای همیشه متوقف شود.
وقتی وینچسترها ناخواسته تاریخ را تغییر می دهند وقتی مروارید اعطا کننده آرزو ، جان وینچستر را از سال 2003 به سمت امروز می کشاند ، این یک جدول زمانی جدید ایجاد می کند که در آن کستیل هنوز در کنار زکریا نوکر بهشت است. وینچستر ها قادر به کشتن زکریا و بیرون کردن کستیل هستند ، اما سرانجام مجبور می شوند جان را برای بازگرداندن تاریخ اصلی بازگردانند.
مایکل سر انجام نابود می شود وقتی جک با باقی مانده قدرت خود به او حمله می کند ، اما این به روح جک آسیب می رساند و وینچستر ها و کستیل هر روزی که می گذرد بیشتر نگران جک می شوند. بعداً كاستیل توانست پیامبر دوناتلو را به زندگی برگرداند ، آسیب روحی که قبلاً به دلیل روح از دست رفته اش متحمل شده بود اکنون تا زمانی که دوناتلو به خودش یادآوری کند خوب است محدود شده است. کستیل همچنان به وینچسترها کمک می کند ، مانند به دام انداختن تراشه روانی هارینگتون در ذهن خود وقتی قدرت روانی چیپ کل شهر را مجبور می کند در دهه 1950 گیر کند. بی روح و بی احساس بودن جک تا جایی بالا می رود که او مری را با انگیزه می کشد. کستیل سعی می کند روح او را بازیابی کند ، اما پس از تأیید اینکه مری در زندگی پس از مرگ دوباره به جان پیوست ، تصمیم گرفت او را در بهشت رها کند. هنگامی که فرشته دورما تلاش می کند شکل بیرحمانه تری از بهشت ایجاد کند ، کستیل هنگامی که می خواهد از روح جان و ماری به عنوان ابزاری برای باج خواهی استفاده کند ، او را می کشد.

### جنگ علیه خدا
سرانجام خدا برمی گردد تا به وینچسترها در برابر وضعیت شرور جک کمک کند ، اما وقتی وینچسترها فهمیدند که خدا اوضاع را متناسب با آرزوهای خود دستکاری می کند ، آنها نقشه های او را رد می کنند ، و این باعث می شود که خدا تمام ارواح و هیولاهایی را که قبلاً وینچسترها شکست داده بودند از جهنم آزاد کند. وینچستر ها با کمک رووینا که خود را فدا می کند روح ها را به جهنم بر میگردانند ، اما با قدرت ضعیف شده کستیل و گناه کار دانستن او توسط دین ، کاستیل تصمیم می گیرد که ادامه دهد ، اگرچه برخورد با یک پسر کستیل را به ادامه تلاش برای کمک به دیگران القا می کند.